# 清爽的關係
《清爽的關係》是韓國MBC的綜藝節目，由朴秀洪、金秀勇、南熙碩、倞利(Nine Muses)、康男(M.I.B)、許卿煥、朴明洙、洪真英、鄭珍雲(2AM)等人出演，為明星實時通過SNS接受指令，讓明星與觀眾一起參加的綜藝節目。